# Monte Portella
De Monte Portella (2385 m) is een bergtop in de Italiaanse regio Abruzzo. De berg ligt in het centrale deel van het bergmassief van de Gran Sasso.
Ten westen van de top ligt de Passo di Portella waarover een van de belangrijkste wandelroutes van het gebergte voert. Deze pas vormt de verbinding tussen de hoogvlakte Campo Pericoli en de Vallone della Portella. Iets ten oosten van de top ligt de berghut Rifugio degli Abruzzi die uit 1908 dateert.